# 1979 في فنلندا
فيما يلي قوائم الأحداث التي وقعت خلال عام 1979 في فنلندا.

## سياسة

### تعيين في المنصب
- 24 مارس – تاريا هالونن عضو برلمان فنلندا  [لغات أخرى]‏.
- 26 مايو – ماونو كويفيستو رئيس وزراء فنلندا.

## مواليد

### أبريل
- 18 أبريل – ياري كيتوما سائق رالي فنلندي.
- 23 أبريل – سامبا لايونين لاعب تزلج نوردي مزدوج فنلندي.
- 23 أبريل – لاوري أولونن

### أكتوبر
- 17 أكتوبر – كيمي رايكونن

### نوفمبر
- 27 نوفمبر – تيمو تاينيو لاعب كرة قدم فنلندي.

## وفيات

### يونيو
- 4 يونيو – سيغريد فيك (مواليد 1887) لاعبة كرة مضرب سويدية.

### أغسطس
- 26 أغسطس – ميكا فالتري (مواليد 1908) مؤلف فنلندي.

### سبتمبر
- 25 سبتمبر – تابيو راوتافآرا (مواليد 1915)

### أكتوبر
- 3 أكتوبر – أرمي راتيا (مواليد 1912)